# Pedagogía experimental
La pedagogía experimental es una ciencia y disciplina cuya finalidad es establecer unas bases empíricas sólidas para la actividad educativa. Podemos situar su origen en Norteamérica en la segunda década del siglo XIX, con ocasión de la celebración de un seminario pedagógico. Se consolida en Francia hacia finales del siglo XIX, aunque el término no sería acuñado hasta 1905 por los alemanes J. M. Lay y E. Meumann, este último discípulo de W. Wundt. En España, es introducida por Víctor García Hoz.

## Especificidad
La pedagogía experimental constituye una disciplina diferenciada de otras en tanto que su objeto de estudio propio no se puede limitar al estudio de las disciplinas de las que se nutre (las llamadas ciencias de la educación), bajo riesgo de caer en reduccionismos. De esta manera, la pedagogía experimental se configura como una ciencia cuyo objeto, si bien es estudiado por otras ciencias, reclama un estudio específico que no pierda de vista la conjunción de las diversas perspectivas y, a su vez, que se atenga a «principios de acción educativa», lo cual le confiere autonomía con respecto a otras áreas de investigación. En este sentido, ya Ausubel remarcó en 1953 que la perspectiva experimental de la pedagogía se alcanza cuando los medios dirigidos al fin educativo se apoyan en proposiciones empíricamente validables.
Así, la pedagogía experimental confiere unidad a la diversidad de aportes de las ciencias de la educación, siempre bajo la perspectiva metodológica que le es característica, frente a la llamada pedagogía tradicional (no confundir con "educación tradicional", a la que se opone la "pedagogía progresista").

## Origen
El nacimiento de la pedagogía experimental está relacionado con la incorporación del método experimental en el ámbito de las ciencias humanas, y posee una vinculación inicial con los desarrollos de la psicología experimental en aquella época. 
Dado el carácter multidisciplinar de la pedagogía, como no puede ser de otra manera al tener como objeto propio el proceso de enseñanza-aprendizaje, cuyo estudio se nutre de disciplinas como la antropología, la psicología, la sociología, etc., los primeros trabajos publicados de pedagogía experimental (relacionados principalmente con la búsqueda de métodos de enseñanza eficaces, instrumentos de medida e investigaciones previas) consistieron en revisiones de carácter recopilatorio acerca de experimentos y trabajos científicos anteriores sobre materiales escolares y sobre la escuela en general.
A lo largo de un siglo, su pretensión inicial de ser «la nueva pedagogía» con aspiraciones excluyentes con respecto a otros enfoques pedagógicos, va dejando paso a una pedagogía experimental entendida como una perspectiva que caracteriza al conocimiento pedagógico aplicado cuando este se desarrolla según el método científico.

### Experiencia y experimentación
Para establecer los orígenes de la pedagogía experimental, es necesario clarificar qué se entiende por «someter a la experiencia». Si se trata de poner a prueba un plan de estudios o ensayar un procedimiento didáctico, estas son prácticas para las que encontramos ejemplos bastantes siglos atrás. Pero si nos referimos a la experimentación como se la entiende hoy día (puesta a prueba de hipótesis establecidas en términos operativizables, a través de un plan de investigación con diseños de contraste bien estructurados y con un control riguroso de las variables), no es hasta la segunda mitad del siglo XX cuando aparecen las primeras escuelas de observación, experimentales o "escuelas laboratorio". Aquí resulta preciso distinguir también entre «ensayo» y «experimentación» en pedagogía.

### Ensayo y experimentación
Una cosa es el ensayo, entendido como la aplicación en un grupo escolar dado de técnicas o materiales seguida de una valoración de sus efectos en el aprendizaje a través de instrumentos de evaluación como exámenes (escritos u orales), cuestionarios, etc., y otra distinta es uso de un diseño experimental que incluya un riguroso control de variables para establecer correlaciones unívocas en la medida de lo posible, y esclarecer el efecto de otras variables intervinientes. Así, por ejemplo, podría concretarse si en la introducción de un material didáctico novedoso el efecto sobre el aprendizaje se debe al material mismo o a determinados elementos de la dinámica generada por el docente en su aplicación.

### Paidología y pedagogía experimental
Desde el punto de vista histórico, el desarrollo de la pedagogía experimental coincide en cierta medida con el de la paidología. A finales del siglo XIX, Oscar Chrisman concibe la necesidad de crear una ciencia específica dedicada al niño, y no solo a su desarrollo y aprendizaje, sino a todas las manifestaciones propias de la infancia. Se inicia así un movimiento que será seguido por muchos otros autores, que trata de aunar los diversos conocimientos en torno a la infancia bajo el paraguas de una ciencia unitaria y holística a la vez, que recibió el nombre de «paidología». Sin embargo, las mismas aspiraciones holísticas de ésta la situaban fuera de la esfera del desarrollo de un método específico o acotado para llevar a cabo su fin. Se necesitaba, pues, de una disciplina más específica que atendiera a través del método experimental al contexto institucional en el que aprende el niño.

### Libros
- Capitanescu Benetti, A. y Maulini O. (Ed.) (2017). Edouard Claparède: Psicología del niño y pedagogía experimental (1905). París: L'Harmattan.
- Pérez Juste, R. y Jiménez, C. (2000). Formulario y tablas de Pedagogía Experimental. Madrid: UNED. ISBN 9788436214536
- Pérez Juste, R. (1991). Pedagogía experimental. La medida en educación. Madrid: UNED. ISBN 9788436218633
- Pérez Juste, R. (1983). Pedagogía Experimental (2 tomos). Madrid: UNED.
- Cajide, J. (1982). Introducción a la pedagogía experimental : teoría y métodos en educación.

### Artículos
- Zambrano, A. (2013). «Pedagogía Experimental, Psicopedagogía y Ciencias de la Educación en Francia», en Revista Pilquen, Sección Psicopedagogía. Año XV, nº 10.
- Ocaña, R. (2010). «La pedagogía experimental y su origen», en Revista UNAM, Vol.11, No.2.
- Orden Hoz, A. (1981). «Víctor García Hoz y la introducción de la Pedagogía Experimental en España». Bordón. Revista de Pedagogía, nº 239, pp. 379-386.
- Orden Hoz, A. (1981). «La perspectiva experimental en pedagogía». Revista Española de Pedagogía, vol. 39, No. 153, pp. 99-111.